# Villa Verde
Villa Verde ist ein sardisches Dorf mit 267 Einwohnern (Stand 31. Dezember 2023) in der Provinz Oristano am Fuß des Monte Arci.
Die Nachbargemeinden sind Ales, Palmas Arborea, Pau, Usellus und Villaurbana.

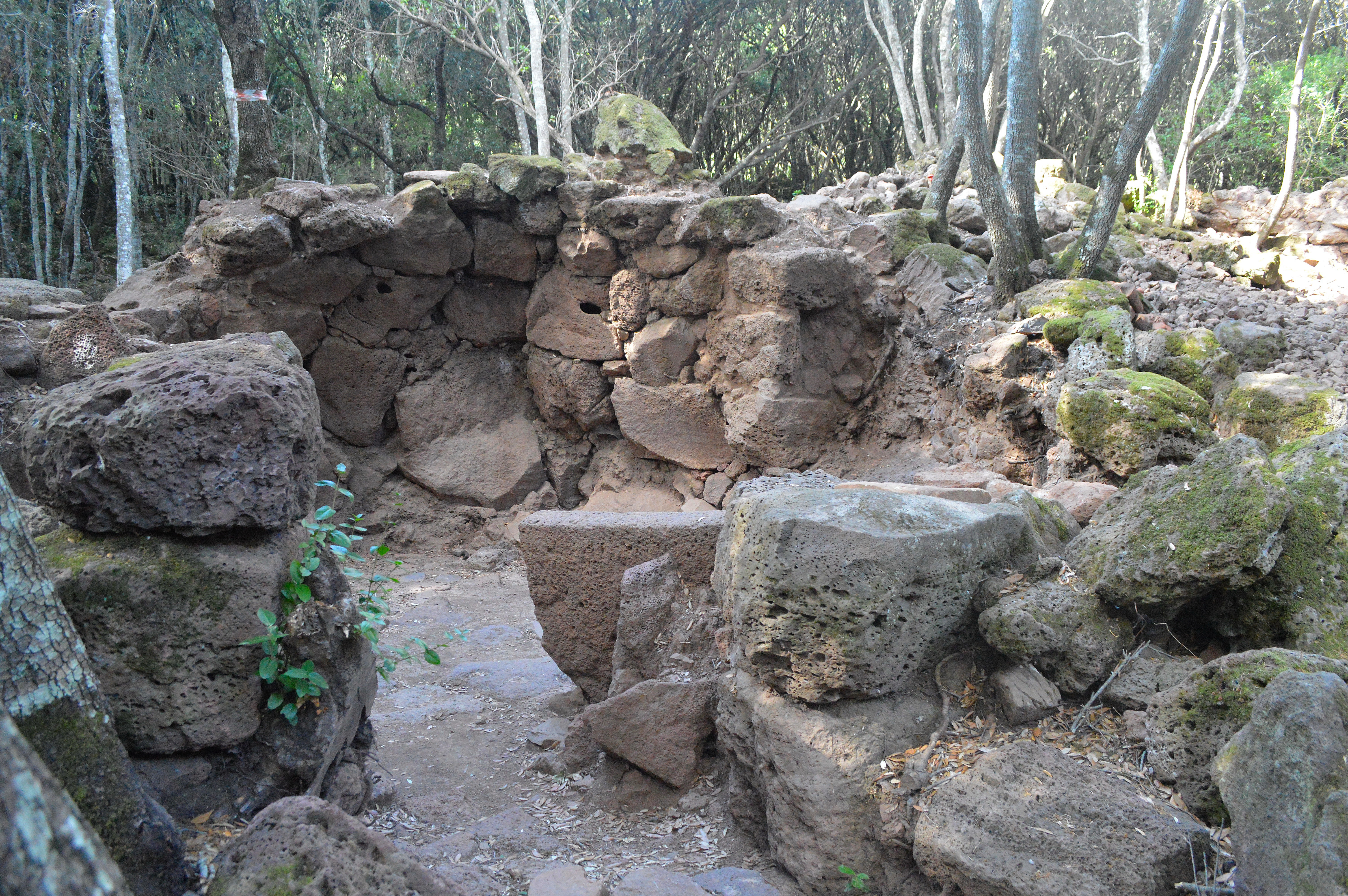
Villaggio nuragico di Brunku 'e S'Omu

In Villa Verde liegt die Villaggio nuragico di Brunku 'e S'Omu.